# 香久山村 (奈良県)
香久山村（かぐやまむら）は奈良県北西部、磯城郡に属していた村。現在の桜井市西部、香久山駅周辺。

## 歴史
- 1889年（明治22年）4月1日 - 町村制の施行により、十市郡 池尻村、南山村、戒外村、南浦村、木之本村、下八釣村、吉備村、膳夫村、出合村、出垣内村、笠神村の一部が合併し香久山村が成立。
- 1897年（明治30年）4月1日 - 所属郡が磯城郡に変更。
- 1956年（昭和31年）9月1日 - 大福村とともに桜井町に編入合併される。同日桜井市発足、香久山村消滅。

## 交通

### 鉄道路線
- 日本国有鉄道
  - 桜井線
    - 香久山駅

### 道路
- 二級国道165号（現：国道165号）